# Sisicottus
Sisicottus es un género de arañas araneomorfas de la familia Linyphiidae. Se encuentra en la zona neártica y una especie en las islas Kuriles.

## Lista de especies
Según The World Spider Catalog 12.0:
- Sisicottus aenigmaticus Miller, 1999
- Sisicottus crossoclavis Miller, 1999
- Sisicottus cynthiae Miller, 1999
- Sisicottus montanus (Emerton, 1882)
- Sisicottus montigenus Bishop & Crosby, 1938
- Sisicottus nesides (Chamberlin, 1921)
- Sisicottus orites (Chamberlin, 1919)
- Sisicottus panopeus Miller, 1999
- Sisicottus quoylei Miller, 1999